# Sapor II
Sapor II o Xapur II (de vegades anomenat 'el gran') va ser un governant de l'Imperi Sassànida a partir del 309 fins al 379. Durant el seu llarg regnat, l'Imperi Sassànida va viure la seva primera edat d'or des del regnat de Sapor I (241-272). Encara no havia nascut quan el pare va morir. El govern va quedar en mans de la mare i els magnats fins a la seva majoria.

## Etimologia
"Sapor" era un nom popular a l'Iran sassànida, sent utilitzat per tres monarques sassànides i diverses persones notables de l'època sassànida i dels seus períodes posteriors. El nom deriva de l'iranià antic *xšayaθiya.puθra ("fill d'un rei") i inicialment devia ser un títol, que es va convertir, almenys a finals del segle II EC, en un nom personal. El nom apareix a la llista de reis àrsacids en algunes fonts araboperses, no obstant, açò és anacrònic. El nom de Sapor és conegut en altres idiomes com: al grec Sapur, Sabour, i Sapuris; al llatí Sapores i Sapor; a l'àrab Sābur i Šābur; al persa modern Šāpur, Šāhpur, Šahfur.

## Biografia
En els primers anys del seu regnat els àrabs van creuar el golf Pèrsic des d'Al-Hasa o Bahrein cap a Fars i van assolar la província; Sapor va dirigir una expedició i va derrotar les tribus àrabs, el Taglib, Bakr ben Wael I Abd a-Qays, i va arribar fins a la Yamama, al Najd central. Les tribus àrabs es van assentar a Kirman i Ahwaz.
El 337 va trencar la pau signada entre Narses I i Dioclecià el 297, que havia durat 40 anys; i va començar una guerra que va durar 26 anys (337-363), en dues fases, la primera del 337 al 350. En aquesta fase els perses van recuperar Armènia i van iniciar una campanya militar contra els romans que no va tenir èxit, sent rebutjats davant Sindjar (344); també va intentar conquerir Nísibis (que va assetjar tres vegades en debades) i Amida. Les forces de Sapor eren insuficients per a conservar tot el territori conquerit a l'oest i hagué de signar un tractat de pau amb Constanci II el 350. Ell també marxà cap a l'est (vers Transoxiana) per acabar amb les incursions dels nòmades orientals de l'Àsia central, que derrotà, annexant l'àrea com una nova província, i seguint l'expansió cultural; l'art sassànida penetrà el Turquestan, arribant fins a la Xina. Entre nòmades es trobaven els huns quionites. La guerra contra els nòmades va durar del 353 al 358 i va acabar en un tractat de pau; el rei dels quionites Grumbates va acompanyar després a Sapor en la guerra contra Roma.
La segona fase de la guerra es va iniciar el 358 i aquesta vegada va ser més favorable per als perses. El 359 va conquerir Amida després d'un setge de 73 dies i a l'any següent va ocupar Sindjar i altres fortaleses. El 363 l'emperador Julià l'Apòstata, poc després de la victòria obtinguda a la batalla de Ctesifont va morir en la retirada a la batalla de Samarra,. El seu successor Jovià va fer un tractat de pau vergonyant pel què va cedir a Pèrsia tots els districtes més enllà del Tigris (adquirits el 298), així com les importants fortaleses de Nísibis i Sindjar, a més de deixar el camp lliure als perses per Armènia.
Sapor va envair llavors Armènia on va agafar presoner el rei Àrsaces II d'Armènia, que havia estat fidels als romans i es va suïcidar. Va intentar introduir la religió zoroàstrica a Armènia però es va trobar amb la resistència de la noblesa, que va demanar suport secretament als romans, que van enviar al país el rei Pap, fill d'Àrsaces II, però quan els romans van veure el perill de guerra van abandonar a Pap que fou assassinat a Tars on s'havia refugiat (374).
Sapor va sotmetre els Imperi Kuixan i va dominar el territori del modern Afganistan. Va sufocar una rebel·lió a Susa i va destruir la ciutat I després la va reconstruir i la va repoblar amb captius romans.
Va morir el 379. El va succeir el seu fill Artaxerxes II. A Sapor correspon la finalització de la col·lecció de l'Avesta; va perseguir els cristians que havien assolit el poder a l'Imperi Romà. Va fundar Nixapur al Khurasan, i altres ciutats.

### Obres antigues
- Ammianus Marcellinus, Res Gestae.

### Obres modernes
- Boyce, Mary. Zoroastrians: Their Religious Beliefs and Practices.  Psychology Press, 1984, p. 1–252. ISBN 9780415239028.
- Daryaee, Touraj. Sasanian Persia: The Rise and Fall of an Empire (en anglès).  I.B.Tauris, 2014, p. 137. ISBN 9780857716668.
- Pourshariati, Parvaneh. Decline and Fall of the Sasanian Empire: The Sasanian-Parthian Confederacy and the Arab Conquest of Iran.  Londres i Nova York: I.B. Tauris, 2008. ISBN 978-1-84511-645-3.
- Daryaee, Touraj. Sasanian Persia: The Rise and Fall of an Empire.  I.B.Tauris, 2014, p. 1–240. ISBN 978-0857716668.
- Shahbazi, A. Shapur. «Sasanian dynasty». A: Encyclopaedia Iranica, Online Edition, 2005 [Consulta: 30 març 2014].
- Tafazzoli, Ahmad. Encyclopaedia Iranica, Vol. IV, Fasc. 4.  Ahmad Tafazzoli, 1989, p. 427.
- Daryaee, Touraj. Encyclopaedia Iranica, 2009.
- Ghosh, Amalananda. Taxila (en anglès).  CUP Archive, 1965, p. 790–791.
- Shahbazi, A. Shapur. Encyclopaedia Iranica, Vol. XII, Fasc. 5, 2004, p. 461–462.
- Tafazzoli, Ahmad. Encyclopaedia Iranica, Vol. I, Fasc. 5, 1983, p. 477.
- Potts, Daniel T. Encyclopaedia Iranica, 2012.
- Al-Tabari, Abu Ja'far Muhammad ibn Jarir. The History of al-Ṭabarī, Volume V: The Sasanids, the Byzantines, the Lakhmids, and Yemen.  Albany, NY: State University of New York Press, 1991. ISBN 0-7914-0493-5.
- Sozomen, Hermias. The Ecclesiastical History of Sozomen.  Merchantville, NJ: Evolution Publishing, 2018, p. 59. ISBN 978-1-935228-15-8.
- Langer, William L. (editor and compiler), An Encyclopedia Of World History, (Houghton Mifflin Company, Boston, 1952)
- Plantilla:Cambridge History of Iran
- Rezakhani, Khodadad. «East Iran in Late Antiquity». A: ReOrienting the Sasanians: East Iran in Late Antiquity.  Edinburgh University Press, 2017, p. 1–256. ISBN 9781474400305.
- Shahbazi, A. Shapur. Encyclopaedia Iranica, Vol. II, Fasc. 4, 1986, p. 380–381.
- Sauer, Eberhard. Sasanian Persia: Between Rome and the Steppes of Eurasia.  Londres i Nova York: Edinburgh University Press, 2017, p. 1–336. ISBN 9781474401029.
- Schindel, Nikolaus. The Parthian and Early Sasanian Empires: adaptation and expansion (en anglès).  Oxbow Books, 2016, p. 127–128. ISBN 9781785702105.
- Senior, R.C. «Còpia arxivada». Oriental Numismatic Society, 129, Juny–juliol 1991, 1991, pàg. 3–4. Arxivat de l'original el 2019-09-26 [Consulta: 7 juliol 2020]. Arxivat 2019-09-26 a Wayback Machine.
- Shahbazi, A. Shapur. Encyclopaedia Iranica, 2002.
- Shayegan, M. Rahim «On the Rationale behind the Roman Wars of Šābuhr II the Great». Bulletin of the Asia Institute, 18, 2004, pàg. 111–133. JSTOR: 24049144.
- Shahbazi, A. Shapur. Encyclopaedia Iranica, Vol. IV, Fasc. 6, 1990, p. 588–599.
- Syvanne, Ilkka. Military History of Late Rome 284-361.  Pen & Sword, 2015.